# Вирсаладзе, Тинатин Багратовна
Тинатин Багратовна Вирсаладзе (груз. თინათინ ვირსალაძე, 1907, Тбилиси — 1985, там же) — грузинский советский учёный-искусствовед.

## Биография
Родилась в семье экономиста Баграта Вирсаладзе и биолога Элене Мусхелишвили. Баграт Вирсаладзе возглавлял госконтроль в годы Демократической республики Грузия, Элен Мусхелишвили была всесторонне образованным человеком, прекрасно владела французским, английским и русским языками.
Брат Симон (Солико) Вирсаладзе (1909—1989) стал известным сценографом и театральным художником, а сестра Елена (Лолита) Вирсаладзе (1911) стала известным фольклористом.
После советизации Грузии семья Вирсаладзе предполагала эмигрировать, уехала в Батуми, но Элен Мусхелишвили не захотела покидать родину и настояла на возвращении в Тбилиси.
В 1929 году Тинатин окончила исторический факультет Тбилисского государственного университета и одновременно факультет живописи в Академии художеств. Её дальнейшая работа выдвинула её в ряд выдающихся исследователей грузинской монументальной живописи.
Тинатин выступала консультантом в вопросах охраны памятников культуры.
В 1937—1939 годах читала лекции по общей истории искусств в театрах Марджанишвили и Руставели; В 1937—1941 годах была руководителем отдела в музее «Метехи».
В 1941 году выступила одним из основателей Института истории грузинского искусства.
В истории грузинского искусства она специализировалась на вопросах изучения средневековой настенной живописи. Известно, что Георгий Чубинашвили создал и определил основы грузинского архитектурного анализа, его основные этапы, стилистические признаки. Что касается изучения и анализа средневековой настенной живописи, они принадлежат Тинатин Вирсаладзе.

## Личная жизнь
В 1935 году Тина вышла замуж за инженера Мефодия Хоштария (1911—1938), племянника Акакия Хоштария. Новобрачные были отправлены в Санкт-Петербург.
Сын Тины Вирсаладзе — Гоги Хоштария (род. 1938), историк искусства и дипломат.